# 永欣寺
永欣寺，原名嘉祥寺。梁武帝時依智永、智欣兩人法號的其中一字取名，是為永欣寺。智永禪師在永欣寺居住了三十年，他在此深入簡出，勤練書法，耳熟能詳的「退筆冢」典故即從此來。
1. ↑  . 163.20.160.14.   [2022-12-10].[]
2. ↑  . www.70thvictory.com.tw.   [2022-12-10]. （原始内容存档于2022-12-10）.